# Hipsukjauratjah (Arjeplogs socken, Lappland, 737814-154627)
Hipsukjauratjah är en sjö i Arjeplogs kommun i Lappland och ingår i Skellefteälvens huvudavrinningsområde.